# Francisco Giles Pacheco
Francisco Giles Pacheco es un Arqueólogo español nacido en Toledo en 1943, afincado desde 1982 en El Puerto de Santa María, donde fundó el Museo Municipal de El Puerto de Santa María además de desempeñar el cargo de director durante más de 30 años. Es doctor honoris causa por la Universidad de Cádiz desde mayo de 2022.
Combinó la dirección del citado museo con la investigación arqueológica: autor de más de 100 publicaciones, ha participado en excavaciones en España, Egipto, Sáhara Occidental, Mauritania, Sudán y otros países, siendo director del proyecto Gibraltar Caves Protect para las excavaciones en las cuevas de Gibraltar. Su labor investigadora cobra especial relevancia por la publicación en septiembre de 2006 de un artículo sobre los neandertales del extremo sur europeo (Cueva de Gorham, Gibraltar) en la prestigiosa revista Nature.
Especializado en estudios sobre el cuaternario, es miembro de la junta directiva de la Asociación Española para el Estudio del Cuaternario (AEQUA)
En el año 2010 la Diputación de Cádiz publicó el libro Cuaternario y arqueología: Homenaje a Francisco Giles Pacheco en forma de reconocimiento por sus trabajos.
Ese mismo año fue también galardonado junto con Jesús Terán Gil (a título póstumo) en la primera edición de los premios Lothar Bergmann.

## Descubrimiento del grabado del Paleolítico
En 2012, cuando era director de las excavaciones arqueológicas en Gibraltar, descubrió un grabado de ocho líneas rectangulares entrecruzadas de distintos grosores y de unos 300 centímetros cuadrados, se encontraba sobre una roca en forma horizontal. Se concluyó que tiene más de 39.000 años y es atribuido a los neandertales, de la edad del Paleolítico medio. Es considerada la primera pintura de arte abstracto, ya que se alejaba del arte figurativo que se conocía hasta la época, por lo hizo pensar a los investigadores que los neandertales tenían una capacidad intelectual más avanzada de lo que se pensaba hasta la época.
Se cree que este grabado fue realizado por alguien que era diestro y que usó algún tipo de instrumento lítico usando la punta o alguna zona afilada del mismo.
Este descubrimiento fue publicado en la prestigiosa revista Proceedings of the National Academy of Sciences (PNAS).
El hallazgo de este grabado se produjo casi siete años después de que diesen comienzo las excavaciones en la Cueva de Gorham en Gibraltar. En el año 2005 dieron comienzo los trabajos sobre el terreno, pero no fue hasta 2011 cuando se consiguió llegar a esa pared donde se descubrió este grabado.

## Teatro romano de Cádiz

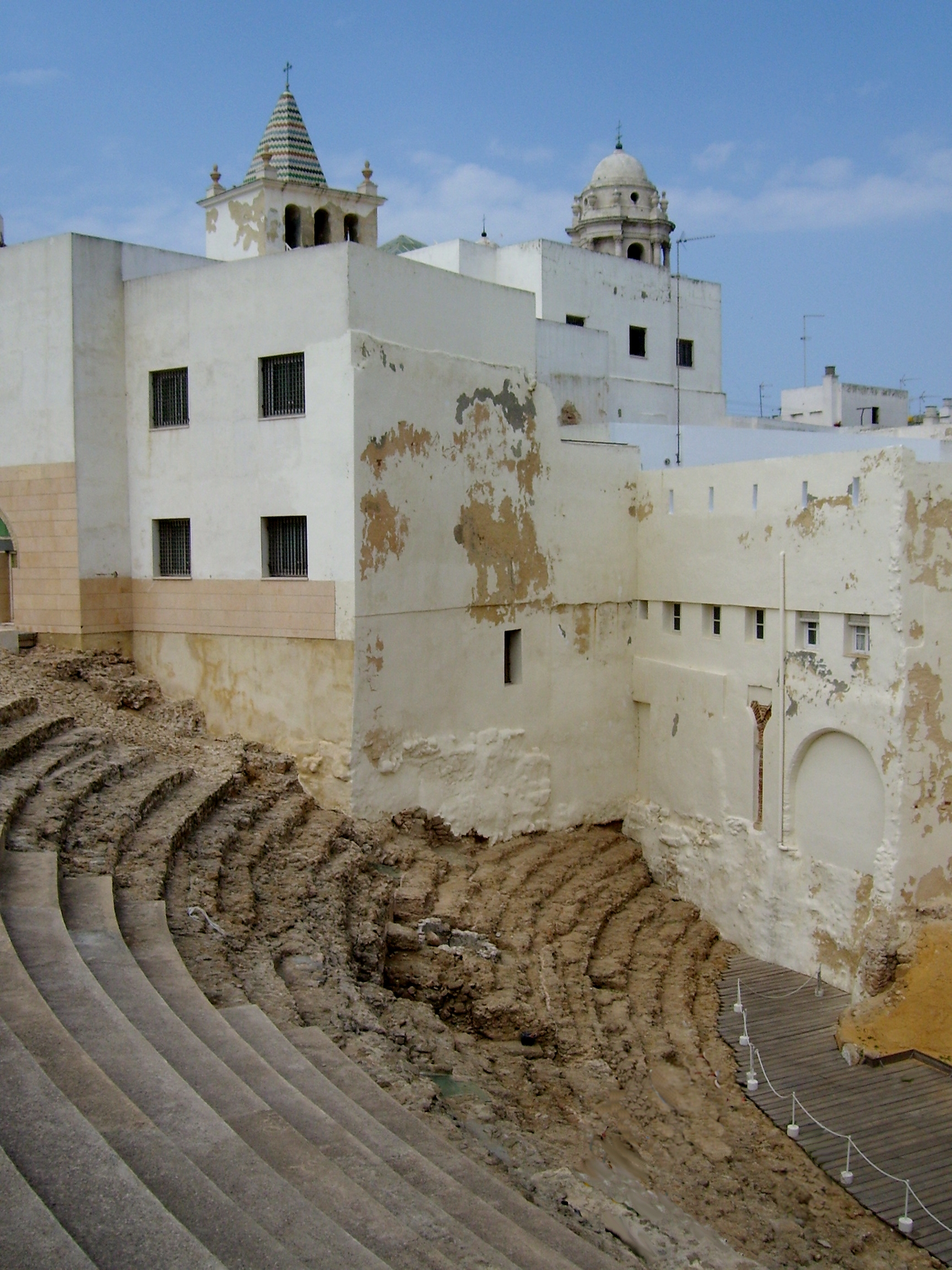
Teatro Romano de Cádiz

En 1980 Francisco Giles realizaba un seguimiento de los derribos de edificios en el barrio El Pópulo, en Cádiz, con el fin de poder delimitar una posible alcazaba de origen medieval, se observó un hueco que, mediante una galería, se llegaba a lo que se pensaba que era una cueva. Tras los estudios se certificó que se trataba de una planta curvada, rellena de sedimentos y escombros de unos dos metros de altura. Se determinó que eran de origen romano. Tras los estudios topográficos y los realizados mediante planta y alzado, se determinó que estaban ante los vomitorios de un teatro romano.
Este teatro, llamado Theatrum Balbi (Teatro de Balbo) fue mandado construir alrededor del año 70 A. C por Lucio Cornelio Balbo el Mayor.